# 몬티야
몬티야(Montilla)는 스페인 안달루시아주의 도인 코르도바도의 도시로, 인구는 23,650명(2007년 기준), 면적은 168.51km2, 높이는 해발 371m이다.